# Фінал Кубка володарів кубків 1977
Фінал Кубка володарів кубків 1977 — футбольний матч для визначення володаря Кубка володарів кубків УЄФА сезону 1976/77, 17-й фінал змагання між володарями національних кубків країн Європи. 
Матч відбувся 11 травня 1977 року у Амстердамі за участю володаря Кубка Бельгії 1975/76 «Андерлехта» та володаря Кубка Німеччини 1975/76 «Гамбурга». Гра завершилася перемогою німців з рахунком 2-0, які здобули свій перший титул володарів Кубка володарів кубків.

## Шлях до фіналу
| Гамбург           | Гамбург   | Гамбург         | Гамбург         | 1976/77      | Андерлехт   | Андерлехт | Андерлехт       | Андерлехт       |
| ----------------- | --------- | --------------- | --------------- | ------------ | ----------- | --------- | --------------- | --------------- |
| Суперник          | Результат | Перший матч     | Повторний матч  | Раунд        | Суперник    | Результат | Перший матч     | Повторний матч  |
| Кеплавік          | 4–1       | 3–0 (вдома)     | 1–1 (на виїзді) | Перший раунд | Рода        | 5–3       | 2–1 (вдома)     | 3–2 (на виїзді) |
| Гарт оф Мідлотіан | 8–3       | 4–2 (вдома)     | 4–1 (на виїзді) | Другий раунд | Галатасарай | 10–2      | 5–1 (вдома)     | 5–1 (на виїзді) |
| МТК               | 5–2       | 1–1 (на виїзді) | 4–1 (вдома)     | 1/4 фіналу   | Саутгемптон | 3–2       | 2–0 (вдома)     | 1–2 (на виїзді) |
| Атлетіко (Мадрид) | 4–3       | 1–3 (на виїзді) | 3–0 (вдома)     | 1/2 фіналу   | Наполі      | 2–1       | 0–1 (на виїзді) | 2–0 (вдома)     |

## Деталі
| 11 травня 1977 |

| Гамбург                       | 2:0      | Андерлехт |
| ----------------------------- | -------- | --------- |
| Фолькерт 78' (пен.) Магат 88' | Протокол |           |

| Олімпійський стадіон, Амстердам Глядачів: 66 000 Арбітр: Пет Петрідж |

| Гамбург | Андерлехт |

| В                |  | Рудольф Каргус    |    |
| З                |  | Манфред Кальц     |    |
| З                |  | Петер Хідін       |    |
| З                |  | Петер Ногли (к)   | ЖК |
| З                |  | Ганс-Юрген Ріпп   |    |
| ПЗ               |  | Каспар Мемерінг   |    |
| ПЗ               |  | Фелікс Магат      |    |
| ПЗ               |  | Фердінанд Келлер  |    |
| Н                |  | Арно Штеффенгаген |    |
| Н                |  | Георг Фолькерт    |    |
| Н                |  | Віллі Райманн     |    |
| Головний тренер: |  |                   |    |
| Віллі Райманн    |  |                   |    |

| В                |  | Ян Рейтер             |    |     |
| З                |  | Жілберт Ван Бінст     |    |     |
| З                |  | Уго Броос             |    |     |
| З                |  | Ервін Вандендале (к)  | ЖК |     |
| З                |  | Жан Тіссен            |    |     |
| ПЗ               |  | Жан Докс              |    | 83' |
| ПЗ               |  | Арі Ган               |    |     |
| ПЗ               |  | Лудо Кук              |    |     |
| ПЗ               |  | Франсуа ван дер Ельст |    |     |
| Н                |  | Петер Рессел          |    |     |
| Н                |  | Роб Ренсенбрінк       |    |     |
| Запасні:         |  |                       |    |     |
| Н                |  | Ронні Ван Пуке        |    | 83' |
| Головний тренер: |  |                       |    |     |
| Раймон Гуталс    |  |                       |    |     |